# Примордіалізм
Примордіалізм або есенціалізм  (від лат. primordialis — першопочатковий) — аргумент, який стверджує, що нації — давні, природні явища. У визначенні примордіалістів, етнос — це група людей, що мають деякий набір об'єктивних, загальних для них ознак, на основі чого у них формується усвідомлення своєї єдності. Як такі ознаки називають мову, зовнішній вигляд, специфіку традиційної культури тощо. При цьому визнається, що кожна з цих ознак сама по собі етнічним визначником може й не бути, якщо вона характерна і для інших етносів, але в сукупності вони складають той оригінальний набір, за яким один етнос відрізняється від іншого.

## Історія
Примордіалізм можна простежити за ідеями німецького романтизму, зокрема в працях Йогана Готтліба Фіхте та Йогана-Готфріда Гердера. Для Гердера нація була синонімом мовної групи. У його міркуваннях мова була синонімом думки, і оскільки кожна мова вивчалася в громаді, то кожна громада повинна думати по-різному. Це також говорить про те, що спільнота з часом буде мати фіксований характер.
Примордіалізм є найбільш раннім напрямком в галузі етнологічних досліджень. У рамках примордіалізму розвиваються еволюціоністські уявлення про етнос (учення про етнос Сергія Широкогорова та Вільгельма Мюльмана, дуалістична концепція Юрія Бромлєя, пасіонарна теорія етногенезу Лева Гумільова та інші).
Примордіалізм зіткнувся з величезною критикою після Другої світової війни, коли багато націоналістичних вчених намагались ставитись до нації як до спільноти, побудованої за технологіями та політикою сучасності.

## Теорії примордіалізму
У російській науці більшість авторів розділяє примордіалістські теорії на два напрямки: соціобіологічні та еволюційно-історичні.
- Представники соціобіологічного напряму примордіалізму визнають, що національність як вихідна, органічна, незмінна і властива для біологічного вигляду homo sapiens, характеристика людських спільнот. Освідчення своєї національної приналежності, за думкою багатьох авторів-представників цього напряму, з самого початку закладена в генетичному коді людини, з моменту його народження, об'єднуючи людей в ці особливі біологічні (кровно-родові) спільноти. І саме ця біологічна сторона людської природи і обумовлює багато пов'язаних з нею явищ суспільного життя.
- Представники еволюційно-історичного напряму примордіалізму розглядають етноси та етнічність, не як природні, а як соціальні спільноти та категорії, що склалися в результаті суспільно-історичного розвитку. Тут усвідомлення своєї національної приналежності пояснюється не соціобіологічними факторами, а впливом конкретних соціально-історичних умов, що дозволяють виділити зміст та істотні риси культури цих спільнот та окремих індивідів, надбаних в результаті процесів соціалізації та інкультурації.

## Дивитись також
- Есенціалізм